# Madagaskar-Anemonenfisch
Der Madagaskar-Anemonenfisch (Amphiprion latifasciatus) lebt in den Lagunen und korallenreichen Korallenriffen an der Küste von Madagaskar und der Komoren in Tiefen von einem bis zwölf Metern. Wie alle Anemonenfische lebt er in enger Symbiose mit großen Seeanemonen. In der Natur lebt er mit Mertens Anemone (Stichodactyla mertensii) zusammen.

## Merkmale
Der Körper dieses Riffbarschs ist an den Flanken dunkelbraun, fast schwarz, die Brust, die Schnauzenregion und die Brustflossen, die Afterflosse und die Schwanzflosse sind gelb. Der sehr ähnliche Seychellen-Anemonenfisch (Amphiprion fuscocaudatus) hat eine schwarz-weiß gestreifte Schwanzflosse.
Zwei breite, weiße Querstreifen ziehen sich über den Körper, der erste direkt hinter dem Auge, der zweite beginnt in der Mitte der Rückenflosse. Das dunkle Band in der Körpermitte ist bei Amphiprion latifasciatus breiter als bei ähnlichen Arten. Im Unterschied zu diesen wird seine Schwanzflosse nicht durch einen weißen Streifen vom Schwanzflossenstiel getrennt. Seine Schwanzflosse ist nicht abgerundet oder glattrandig, sondern eingebuchtet.
Die Rückenflosse hat zehn bis elf Hart- und 15 bis 16 Weichstrahlen, die Afterflosse zwei Hart- und 12 bis 14 Weichstrahlen. Die Brustflossen werden von 20 bis 21 Flossenstrahlen gestützt. Auf dem ersten Kiemenbogen befinden sich 18 bis 20 Kiemenreusenfortsätze. Amphiprion latifasciatus wird 10 bis 13 Zentimeter lang. Die Länge beträgt das 1,7 bis 1,9fache der Körperhöhe. Die Seitenlinie wird von 33 bis 39 Schuppen begleitet.